# Ted Nelson
Theodor Holm Nelson (Chicago, 17 giugno 1937) è un sociologo e filosofo statunitense, attivo negli ambiti della gestione delle conoscenze, dell'informatica e delle interfacce uomo-macchina.
A lui si deve, nel 1963, la coniazione del termine "ipertesto", che avrebbe fatto la sua prima comparsa in una pubblicazione nel 1965.
Gli si attribuisce anche il primo utilizzo delle parole ipermedia, docuverso, transclusione, virtualità, interconnettibilità e teledildonico. Il suo impegno principale è da sempre rivolto all'accessibilità dei computer per gli utenti comuni. 

## Biografia
Figlio del regista televisivo e cinematografico Ralph Nelson, vincitore del Premio Emmy, e di Celeste Holm, attrice vincitrice di un Premio Oscar, Ted Nelson è di origini norvegesi. I genitori divorziarono quando Ted aveva solo due anni. Crebbe con i nonni materni; frequentò le scuole a New York.
Nel 1959 conseguì la laurea triennale in filosofia allo Swarthmore College, seguita nel 1963 dalla laurea specialistica in sociologia all'Università Harvard. Ad Harvard ebbe come docenti: Jerome Bruner, psicologo d'impostazione cognitivista; George Homans, fondatore della sociologia comportamentale e della teoria dell'interscambio sociale (Social exchange theory); David McClelland, psicologo sociale, noto per la sua teoria dei bisogni.
Nel 1960 Nelson elaborò il progetto Xanadu, che contiene in nuce l'idea di ipertesto informatico, cioè della possibilità di collegare tra loro diversi documenti elettronici aventi caratteristiche comuni. Il progetto comprendeva anche la creazione di un'interfaccia utente semplice da usare. Nelson trattò di Xanadu in due opere: Computer Lib/Dream Machines (1974) e Literary Machines (1981):
- Computer Lib/Dream Machines è, formalmente, un manuale di autoistruzione all'uso del computer. Come scelta editoriale il libro raccoglie due saggi distinti cui l'autore ha voluto dare la stessa importanza. Per questo motivo, Computer lib è stampato sulla copertina frontale; Dream machine su quella posteriore. Il libro è reversibile: bisogna capovolgerlo per leggere l'altro saggio. La parola “lib” del primo saggio ha due significati: il primo è liberation (“liberazione”) e il secondo è library (“biblioteca”). L'opera è sia un manifesto politico di liberazione attraverso l'uso del computer, sia un intervento a favore dell'utilizzo del calcolatore nel campo delle discipline umanistiche[4];
- Literary machines è il libro più famoso di Ted Nelson. Fu autopubblicato in prima edizione nel 1981, cui seguirono numerose riedizioni. La più nota è quella del 1990 (ed è questa che fu tradotta in italiano). “Macchine letterarie” sembrano due parole agli antipodi. In realtà secondo Nelson l'antinomia è solo apparente. I due termini sono da riscoprire, da reinventare e da estendere. I possibili campi d'applicazione derivanti dall'unione dei due concetti sono infiniti[5]. Literary machines è sia un libro d'informatica che di teoria letteraria. L'idea di ipertesto dell'autore (che a suo parere nel 1990 non si era ancora realizzata) è basata sul concetto di rete. In realtà una rete fisica esiste già: è l'insieme delle opere letterarie. In esse i rimandi incrociati sono immediatamente percepibili e le possibilità di passare da un documento all'altro in maniera non sequenziale sono praticamente infinite. Il passo successivo, che è anche quello decisivo, è sostituire il libro con il computer e creare una rete informatica[6] basata sulle relazioni semantiche tra i documenti elettronici. Ted Nelson ha dedicato buona parte della sua vita adulta al lavoro e al sostegno del progetto Xanadu. Il progetto stesso non è riuscito a decollare per una serie di ragioni su cui ancora si discute.

Nel 1995 il giornalista Gary Wolf ha scritto un racconto fintamente apologetico, The Curse of Xanadu, pubblicato sulla rivista «Wired», che narra di Nelson e del suo progetto definendolo "la più lunga vicenda di vaporware nella storia dell'industria informatica". Nelson non ha gradito l'articolo ed ha espresso la sua riprovazione sul proprio sito web, definendo Wolf uno "sciacallo spietato" e minacciandolo di querela. Nelson sostiene che, in verità, alcuni aspetti della sua visione sono stati soddisfatti dall'invenzione di Tim Berners-Lee, il World Wide Web. Tuttavia afferma di aborrire sia il World Wide Web sia l'XML che tutti i linguaggi di markup embedded, considerando l'invenzione di Berners-Lee una grossolana semplificazione della sua opera:
(Ted Nelson, Ted Nelson's Computer Paradigm, Expressed as One-Liners)
L'idea che Nelson difendeva era diversa: concepire il computer e la rete in generale come forme di libertà; di conseguenza solo una visione dinamica della testualità avrebbe potuto permettere la realizzazione del suo progetto. Nella sua formulazione originale, espressa nel saggio A File Structure for the Complex, the Changing, and the Indeterminate (Una struttura di archivio per l'insieme, per il cambiamento e per l'indeterminato, 1965), il sistema che punta a realizzare Ted Nelson deve essere in grado di riprodurre la complessità, la velocità e soprattutto l'imprevedibilità del ragionamento umano, con la sua particolare caratteristica di creare analogie e operare secondo collegamenti. L'utilizzo del computer non dev'essere finalizzato alla realizzazione di un documento stampato. 

Nel suo articolo As We Will Think (1972), una risposta al famoso As We May Think di Vannevar Bush (1945), Nelson afferma in proposito «[...] scrivere è un processo che trasforma l'albero del pensiero in uno steccato».
Nel 2002 Nelson ha conseguito un dottorato di ricerca in semiotica dei nuovi media e usabilità presso la Keio University (Giappone).
Nel 2004 è stato nominato ricercatore al Wadham College di Oxford ed è stato professore associato all'Oxford Internet Institute, dove attualmente sta conducendo le sue ricerche. Nelson sta lavorando su una nuova struttura informatica, ZigZag, descritto sul sito web del progetto Xanadu, che ospita anche due versioni del codice Xanadu. È professore onorario ad Oxford.

## Citazioni
Ted Nelson ha dichiarato di seguire questo motto:
Ted Nelson sostiene quattro massime:
Questa citazione proviene dall'articolo, già citato, di Gary Wolf, apparso sulla rivista «Wired» (The Curse of Xanadu, giugno 1995).

## Onorificenze
- Nel 1998, in occasione della settima conferenza sul WWW di Brisbane, in Australia, Ted ottenne lo Yuri Rubinsky Memorial Award. Disse al pubblico che si trattava del primo riconoscimento mai ricevuto per il suo lavoro;
- Nel 2001 ottenne il riconoscimento francese di "Officier des Arts et Lettres".

## Opere
Saggi
Dopo il 1974, Ted Nelson ha pubblicato la maggior parte delle sue opere con «Mindful Press», la sua casa editrice personale:
- Life, Love, College, etc. (1959);
- Computer Lib: You can and must understand computers now/Dream Machines: New freedoms through computer screens—a minority report (1974)[8](Microsoft Press, seconda edizione 1987); ISBN 0-914845-49-7;
- The Home Computer Revolution (1977);
- Literary Machines: The report on, and of, Project Xanadu concerning word processing, electronic publishing, hypertext, thinkertoys, tomorrow's intellectual revolution, and certain other topics including knowledge, education and freedom (1981) (edizione digitalizzata), Mindful Press, Sausalito (Baia di San Francisco). Altre edizioni: 1980–84, 1987, 1990–93 (edizione italiana, Literary machines 90.1. Il progetto Xanadu, Franco Muzzio Editore, Padova 1992). Negli Stati Uniti il libro uscì anche con una versione filmata in videocassetta VHS;
- The Future of Information. Ideas, Connections and the Gods of Electronic Literature (1997).
- Possiplex (2011), autopubblicato.

Articoli
- As We Will Think, Atti della conferenza Online 72, Brunel University, Uxbridge, Inghilterra, 1972.
- A Cosmology for a Different Computer Universe: Data Model, Mechanisms, Virtual Machine and Visualization Infrastructure, in «Journal of Digital Information», Volume 5, N. 1, 16 luglio 2004.